# Джузеппе Тартіні

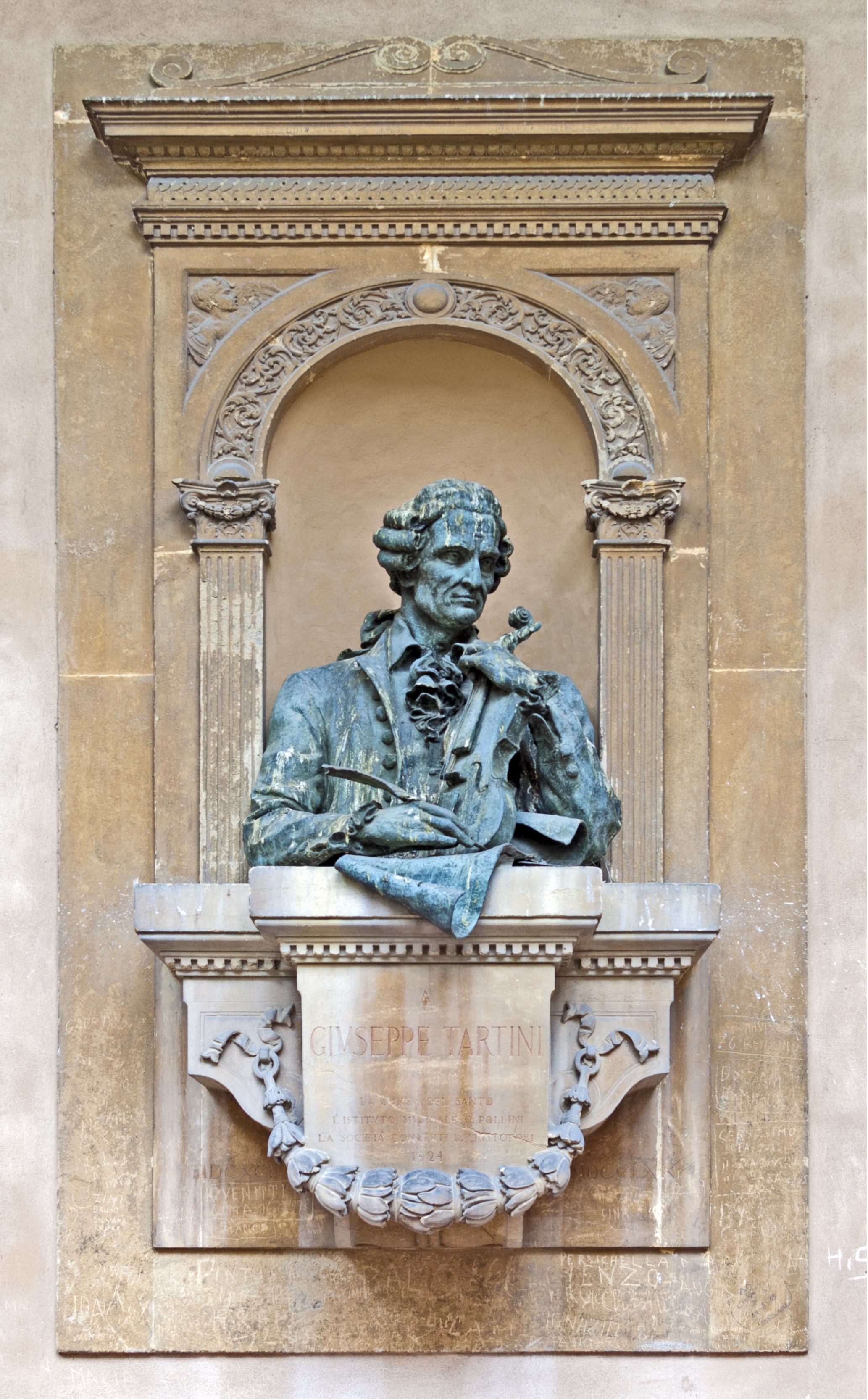
Пам'ятник в базиліці Падуї.

Джузеппе Тартіні (італ. Giuseppe Tartini; 8 квітня 1692, Піран, неподалік від Трієсту — 26 лютого 1770, Падуя) — італійський скрипаль та композитор.

## З біографії
Джузеппе Тартіні був сином завідувача соляним млином у Пірано, який розраховував, що син стане священиком. Тартіні студіював гуманітарні науки, риторику та музику в Копері. 1709 року поступив до Падуанського університету, аби вивчати право, проте більшість часу займався фехтуванням. Тартіні виступив проти батькових планів зробити його священиком і 29 липня 1710 року одружився зі старшою за нього на два роки Елізабетою Премацоре, що була його ученицею. Елізабета походила з незаможної родини. Одруження призвело до труднощів із католицькою церквою. Тартіні був змушений втекти з міста й три року провести в монастирі Сан-Франческо в Ассізі. Тут він самостійно опанував гру на скрипці і, як припускають історики, брав уроки в богемського композитора Богуслава Матея Чорногорського. З 1714 року працював музикантом в оркестрі Ассізі та в театрі Анкони. 1721 року очолив оркестр Базиліки Святого Антонія в Падуї. Як керівник оркестру Тартіні багато подорожував і навіть провів кілька років у Празі, де був присутній при коронуванні Карла VI Габсбурга.
1728 року Тартіні заснував в Падуї школу для скрипалів, з якої вийшло багато першокласних музикантів. Після смерті дружини він мешкав у спільній квартирі з віолончелістом Антоніо Вандіні, якого знав з час перебування в Празі. Тартіні опублікував чимало теоретичних праць, які частово спиралися на хибні розрахунки й були жорстоко розкритиковані конкурентами. Пригнічений стан Тартіні сприяв ослабленню здоров'я, й 26 лютого 1770 року він помер.

## Доробок
На думку відомого скрипаля Давида Ойстраха, «Тартіні належить до числа корифеїв італійської скрипкової школи XVIII століття, мистецтво яких зберігає своє художнє значення й донині».
Тартіні зробив істотний внесок у подальший розвиток мистецтва гри на скрипці. Він удосконалив конструкцію смичка, подовживши його, й виробив основні прийоми ведення смичка, визнані всіма сучасними йому скрипалями Італії, Франції. Ці прийоми стали загальновживаними. Його гру відрізняла чистота інтонації, прекрасна техніка лівої руки, а особливе звучання його скрипки стало вважатися еталонним. Йому приписують відкриття акустичного явища, яке полягає в тому, що два консонуючі верхні звуки дають нижній відзвук, з консонує з ними (напр. терція (музичний інтервал) мі-соль дає відзвук до на відстані Децим від верхньої ноти мі). Ці так звані комбінаційні диференційні тони, або тони Тартіні, розроблені згодом Гельмгольцем. Крім Тартіні, на диференційні комбінаційні тони звернув увагу німецький органіст Сорг (1740), якому теж приписують відкриття цих тонів.
Великий внесок Тартіні зробив і в розвиток жанрів сонати та концерту. Композитор створив величезну кількість творів. Серед них численні тріо-сонати, близько 125 концертів, 175 сонат для скрипки та чембало. Найбільшою і, безперечно, заслуженою популярністю в сучасному репертуарі користується соната Тартіні «Sonate du diable» або «Trille du diable» («Диявольська соната» або «Диявольські трелі»), про яку він говорив, що почув її вперше уві сні у виконанні Диявола. «Диявольські трелі» можна розглядатися як художнє credo Тартіні, як творче узагальнення не лише образно-смислового й емоційного змісту його творчості, але і властивої йому мелодійної, гармонійної та ритмічної мови, а також окремих композиторських та виконавських прийомів.